# Strong Republic Transit System

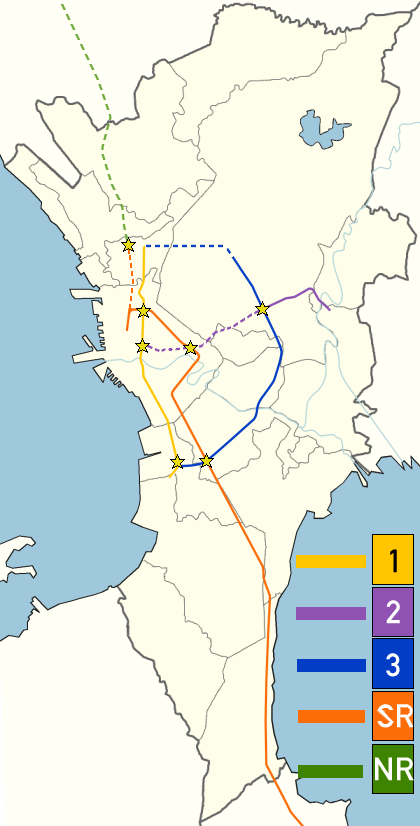
Het project werd bekendgemaakt aan het publiek met plattegronden in de LRT-treinen, die de aanvangssituatie in 2003 tonen. Een ster stelt een overstapstation voor.

Het Strong Republic Transit System werd opgezet om de metro van Manilla en het lokale vervoer per trein beter op elkaar aan te sluiten. Het project werd in juni 2003 geïnitieerd door de voormalige Filipijnse president Gloria Macapagal-Arroyo. Het Strong Republic was een breder gebruikte slogan van haar, een project uit deze periode dat was gericht op de integratie van autowegen en veerdiensten heette Strong Republic Nautical Highway.
Als doel werd gesteld een betrouwbaar, soepel en geïntegreerd vervoerssysteem te verkrijgen, dat zich zou kunnen meten met andere landen, door de bestaande infrastructuur te verenigen binnen één systeem met één tariefstructuur. Belangrijkste betrokken organisaties waren het Ministerie van Transport en Communicatie, de beide vervoersbedrijven die drie metrolijnen exploiteren en Philippine National Railways.
De geplande renovatie en verlenging van de spoorlijn Southrail (SR) en heraanleg van Northrail (NR) worden ook wel tot het project gerekend. De zuidelijke lijn werd in de praktijk ook verbeterd en voorzien van nieuw materieel. Het Northrail-project werd herhaaldelijk uitgesteld, en na enige voorbereidend werk uiteindelijk geannuleerd. Het Strong Republic Transit System werd niet voortgezet door Benigno Aquino III, hoewel zijn regering wellicht door zal gaan met het gestrande Northrail-project.

## Overstapstations
SRTS voorzag in zeven overstapstations, waar reizigers over konden stappen tussen de verschillende lijnen. Toen het project van start ging, waren er vier in gebruik, de bovenste vier uit onderstaande tabel (zie ook de kaart hiernaast). De Santa Mesa en Recto Link kwamen in 2004 gereed, toen de tweede helft van de paarse lijn af was en in gebruik werd genomen. Het project om Northrail opnieuw aan te leggen moest een samenwerkingsproject worden van Chinese en Filipijnse overheden en bedrijven. De lijn zou opnieuw worden aangelegd, ditmaal met een normaalsporige wijdte (in plaats van kaapspoor). Het project liep echter vast, zodoende is de Caloocan Link niet in gebruik genomen. Aanvankelijk was gepland om de gele en blauwe lijn aan te laten sluiten door de blauwe (MRT-3) te verlengen. In plaats hiervan werd de gele lijn (LRT-1) uitgebreid, tussen 2008 en 2010 werd deze doorgetrokken tot aan het laatste station van de blauwe lijn, North Avenue. Hoewel de verhoogde spoorbanen gebouwd zijn, mist het laatste station van de gele lijn nog.
| Naam van de overstap              | Lijn                | Station              | Lijn                | Station      |
| --------------------------------- | ------------------- | -------------------- | ------------------- | ------------ |
| Blumentritt Link                  | Gele lijn (LRT-1)   | Blumentritt          | Oranje lijn (PNR)   | Blumentritt  |
| Pasay Link                        | Gele lijn (LRT-1)   | EDSA                 | Blauwe lijn (MRT-3) | Taft Avenue  |
| Magallanes Link                   | Blauwe lijn (MRT-3) | Magallanes           | Oranje lijn (PNR)   | EDSA         |
| Cubao Link                        | Paarse lijn (LRT-2) | Araneta Center-Cubao | Blauwe lijn (MRT-3) | Cubao        |
| Santa Mesa Link                   | Paarse lijn (LRT-2) | Pureza               | Oranje lijn (PNR)   | Santa Mesa   |
| Recto Link                        | Paarse lijn (LRT-2) | Recto                | Gele lijn (LRT-1)   | Doroteo Jose |
| Caloocan Link (niet operationeel) | Gele lijn (LRT-1)   | Caloocan             | Groene lijn (PNR)   | Caloocan     |

## Een tariefsysteem
Het doel was om voor de vier lijnen een uniforme betaalwijze in te voeren met chipkaarten. Dit is echter niet gebeurd, het project werd geannuleerd. Wel is in 2004 een weekkaart ingevoerd die geldig is voor de metrolijnen (LRT-1, LRT-2 en MRT-3). Voor 250 peso kan men ongelimiteerd met de metro, met de zogenaamde Flash Pass Card.